# پیر کودر
پیر کودر (فرانسوی: Pierre Couderc‎؛ ‏ ۱۸ نوامبر ۱۸۹۶ – ۶ اکتبر ۱۹۶۶) فیلم‌نامه‌نویس، بازیگر و هنرمند حرکات آکروباتیک اهل فرانسه بود.
از فیلم‌هایی که وی در آن نقش داشته‌است می‌توان به دل‌های منجمد و دختر چهل‌تکه شهر آز اشاره کرد.